# Scaptodrosophila scaptomyzoidea
Scaptodrosophila scaptomyzoidea är en tvåvingeart som beskrevs av Oswald Duda 1923. Scaptodrosophila scaptomyzoidea ingår i släktet Scaptodrosophila och familjen daggflugor. Inga underarter finns listade i Catalogue of Life.